# Liberi (Kampanien)
Liberi ist eine süditalienische Gemeinde nahe Caserta mit 1068 Einwohnern (Stand: 31. Dezember 2023) in der Provinz Caserta in der Region Kampanien. Sie ist Bestandteil der Comunità Montana Monte Maggiore.

## Geographie
Liberi liegt auf einer Höhe von 470 Metern über dem Meer. Das Gemeindegebiet umfasst eine Fläche von 17,59 km². Die Nachbargemeinden sind Alvignano, Caiazzo, Castel di Sasso, Dragoni, Pontelatone und Roccaromana.